# Lőrinc Galgóczi
Lőrinc Galgóczi, madžarski rokometaš, * 24. september 1911, † 1. april 1972.
Leta 1936 je na poletnih olimpijskih igrah v Berlinu v sestavi madžarske rokometne reprezentance osvojil četrto mesto.